# Volodymyrský rajón
Volodymyrský rajón (ukrajinsky Володимирський район, ro roku 2022 Volynskovolodymyrský rajón, ukrajinsky Володимир-Волинський район) je rajón ve Volyňské oblasti na Ukrajině. Hlavním městem je Volodymyr a rajón má přibližně 169 tisíc obyvatel. 

## Města v rajónu
- Novovolynsk
- Ustyluh
- Volodymyr